# Prostitución en Georgia
La prostitución en Georgia es ilegal pero su práctica es muy extendida, particularmente en la capital, Tiflis. Muchas ONGs atribuyen esto a las duras condiciones económicas del país, siendo respaldado por el Departamento de Estado de los EE. UU. La prostitución se realiza en las calles, bares, clubes nocturnos, hoteles y burdeles. ONUSIDA estima que en el país hay cerca de 6 525 prostitutas.
Los centros turísticos del Mar Negro, especialmente en Gonio, se convierte en un destino de turismo sexual durante los meses de verano. Muchas prostitutas, principalmente de Asia Central y del Cáucaso septentrional vienen al lugar. Debido a su proximidad con la frontera turca, y no hay requerimiento de visa para los turcos, muchos hombres de Turquía viajan al país para obtener servicios sexuales.
La prostitución infantil es un problema de carácter nacional.

## Situación legal
La prostitución es sancionada mediante una multa. Todas sus actividades derivadas son prohibidas por el Código Penal:
- Artículo 143 - Tráfico Humano
- Artículo 171 - Prostitución Infantil
- Artículo 253 - Prostitución Forzada
- Artículo 254 - las premisas utilizaron para prostitución

Las prostitutas a veces son arrestadas por ofensas al orden público.

## Salud sexual
Georgia tiene un alto índice de ITS, especialmente en las cercanías de la frontera turca. A pesar de que la ONUSIDA a reportado un alto uso de preservativos entre trabajadores sexuales y clientes (95.4%), estos primeros son un grupo de alto riesgo de infección. Las infecciones son generalmente contraídas durante violentas agresiones, por parte de clientes. La estigmatización impide que las trabajadoras sexuales reciban tratamiento médico. Hay una tasa activa de sífilis del 10.8% y una prevalencia del VIH en un 0.7%, entre las trabajadoras sexuales, de acuerdo con la ONUSIDA.
La ONG Tanadgoma ha proporcionado la distribución de condones y lubricante vaginal, más la redirección para tratamientos médicos.

## Tráfico sexual
Georgia es un país de origen, tránsito, y destino para mujeres y niñas sometidas al tráfico sexual. Las mujeres y niñas georgianas son explotadas sexualmente dentro del país, y en menor medida, enviadas hacia Turquía, China y a los Emiratos Árabes Unidos. Georgia es también un país donde transitan mujeres de Asia Central, explotadas en Turquía. Las mujeres azeríes y de la región están sometidas a la prostitución forzada en áreas turísticas como la región de Ayaria, y en los saunas, clubes de estriptis, casinos, y hoteles. Gran parte de las víctimas de tráfico identificadas, son mujeres jóvenes y extranjeras que buscan trabajo.
En 2006 el país incorporó una ley doméstica llama Protocolo para Prevenir, Suprimir, y Castigar la Trata de Personas, Especialmente de Mujeres y Niños, que complementa la Convención de las Naciones Unidas contra el Crimen Organizado Transnacional, y la Convención del Consejo Europeo sobre Acciones contra la Trata de Seres Humanos. Las penas por cometer trata de personas es de 15 años de cárcel. También hay una ley especial para proteger a los familiares de las mujeres georgianas, que temen represalias por parte mafias, debido a que las mujeres rechazaron a prostituirse en el extranjero.
El gobierno investigó 12 nuevos casos de trata de personas en 2016, comparado a los 11 realizados en 2015. El gobierno a enjuiciado a un acusado de tráfico sexual en 2016, en comparación a 2 procesados en 2015.
La Oficina de Monitoreo y Combate del Tráfico de Personas del Departamento de Estado de los Estados Unidos, posicionó a Georgia como país de 'Nivel 1'.

## Territorios disputados
A pesar de que Abjasia y Osetia del Sur han declarado su independencia de Georgia y son regiones autónomas, no han sido reconocidas internacionalmente.

### Abjasia
Prostitución en Abjasia es desenfrenada, incluyendo la prostitución infantil. En algunas áreas, se estima que entre el 60% y 70% de los trabajadores sexuales poseen el VIH.

### Osetia del Sur
Tras la guerra, muchos hombres fueron a Rusia en busca de trabajo. Algunas de las mujeres que se quedaron en el país tuvieron que recurrir a la prostitución para sobrevivir. Muchos adolescentes también han recurrido a la prostitución, siendo la prostitución infantil un problema en la zona, especialmente en su capital, Tsjinvali.